# Новые Маяки
Новые Маяки (укр. Нові Маяки) — село в Старомаяковской сельской общине Ширяевского района Одесской области Украины.
Население по переписи 2001 года составляло 126 человек. Почтовый индекс — 66833. Телефонный код — 4858. Занимает площадь 0,52 км². Код КОАТУУ — 5125485605.